# Église d'Uurainen
L'église d'Uurainen (en finnois : Uuraisten kirkko) est une église située à Uurainen en Finlande,.

## Galerie

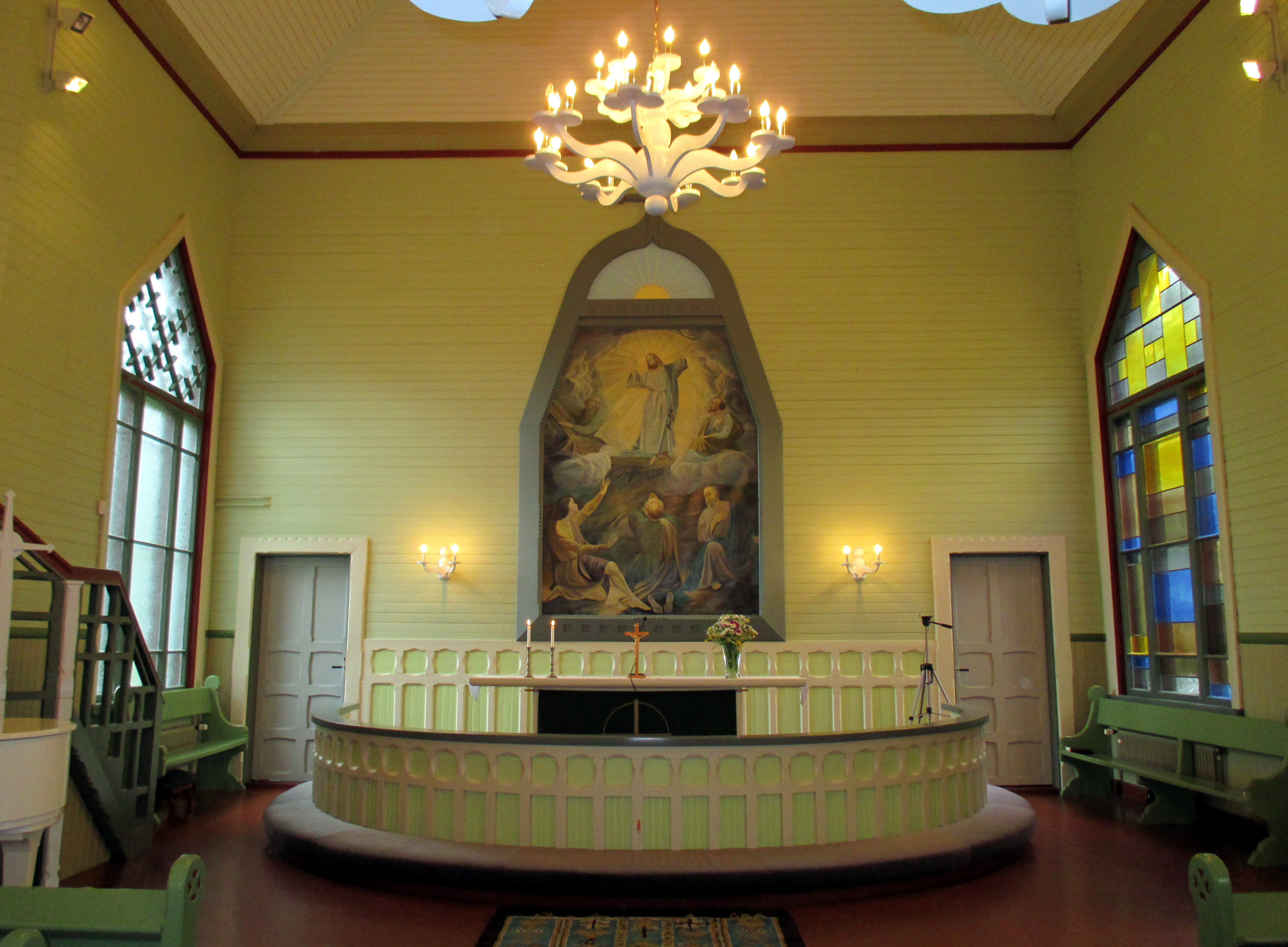
L'autel.
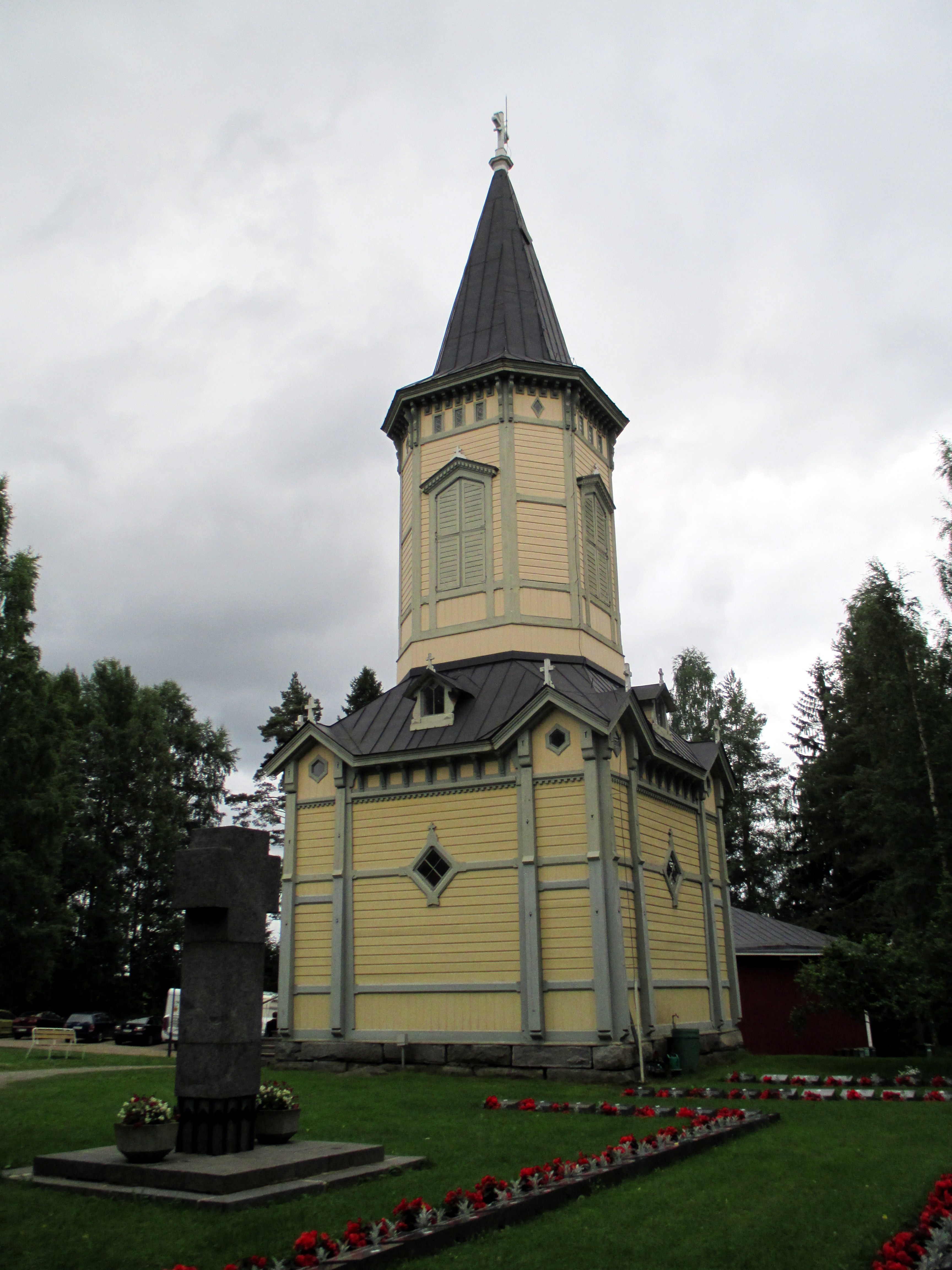
Le clocher.
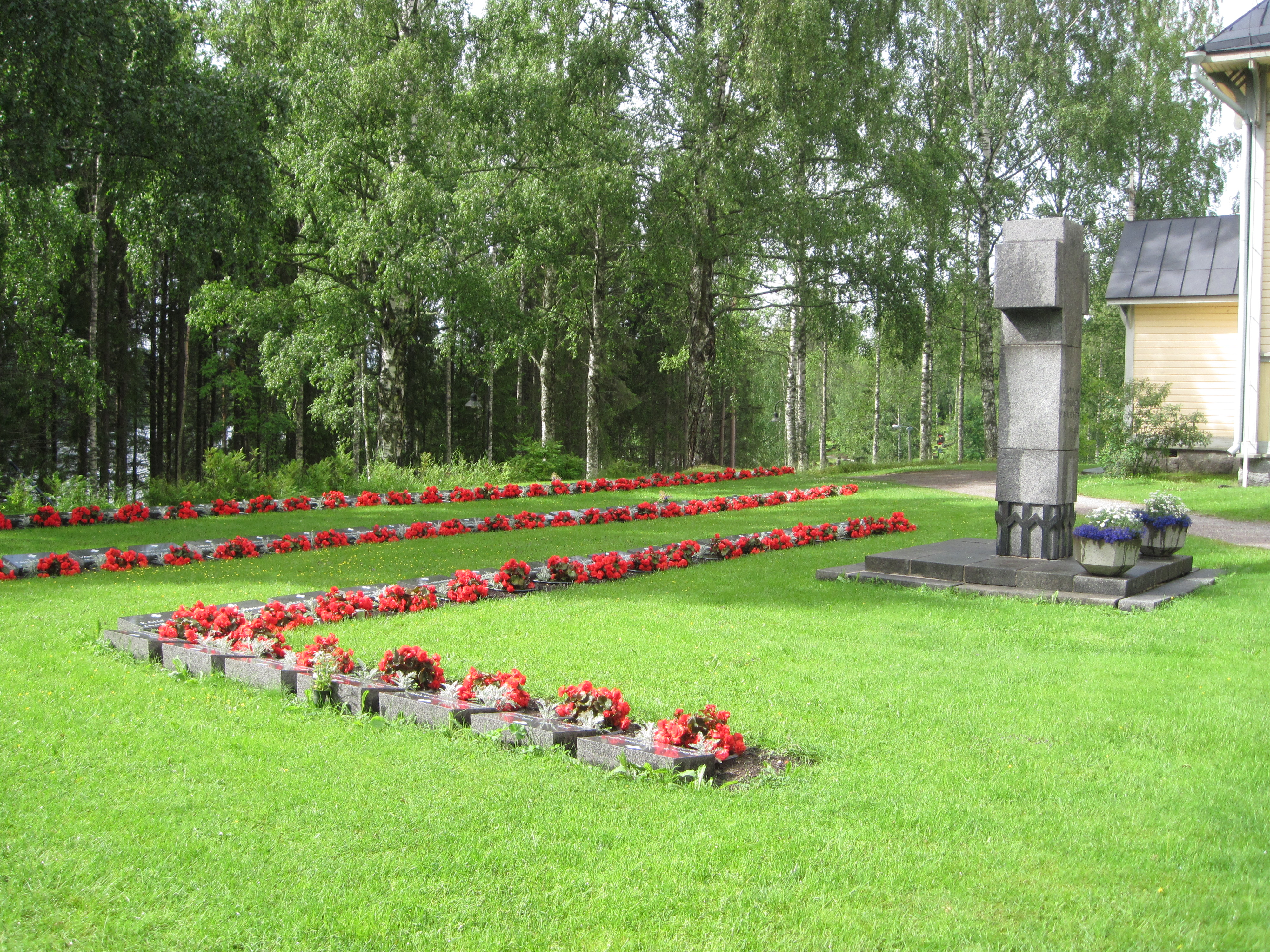
Le cimetière militaire.